# Lotus Europa (2006)

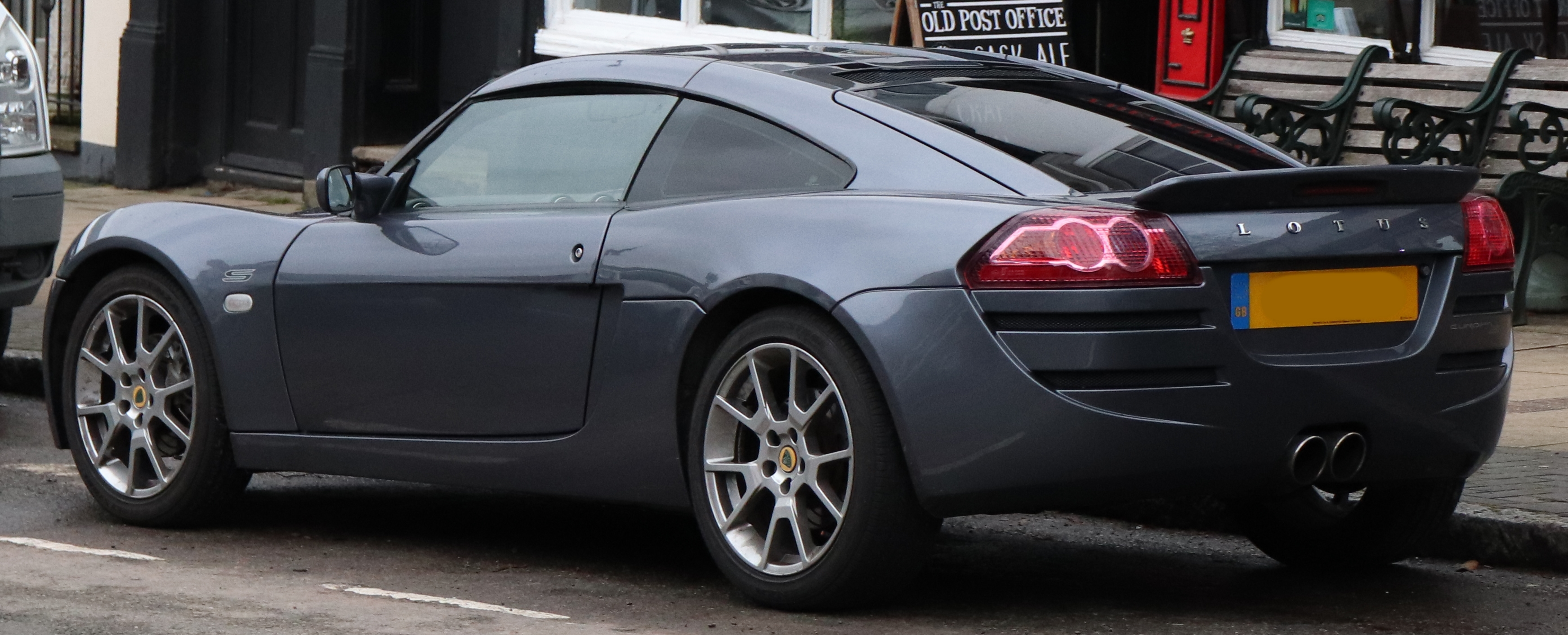
Heckansicht

Der Lotus Europa ist ein Mittelmotor-Sportwagen des britischen Automobilherstellers Lotus Cars. Er wurde 2006 auf dem Genfer Auto-Salon vorgestellt und ist als Gran Turismo konzipiert. Sein Name basiert auf dem Lotus Europa (Type 46/54/65/74) von 1966 bis 1975, der Wagen hatte 57 bis 93 kW (78–126 PS) und war nur in Europa erhältlich. 2006 kam das Modell als Europa S auf den Markt. Ab 2008 wurde eine stärkere Version als Europa SE angeboten. Das Grundmodell hieß nun nur noch Europa.

## Design
Gegenüber der eng verwandten Lotus Elise ist das Design des Lotus Europa eher elegant als aggressiv. Der Europa bietet zudem ein festes Dach, ein höheres Kofferraumvolumen von 154 Litern, komfortableren Ein- und Ausstieg, einen Beifahrerairbag, eine Klimaanlage und elektrische Fensterheber. Damit liegt das Leergewicht bei 995 kg.

## Technik
Angetrieben wird der Europa S von dem bereits im Opel Speedster eingebauten 2,0-Liter-Vierzylinder Turbomotor von General Motors, der hier ebenfalls 147 kW (200 PS) und ein Drehmoment von 272 Nm entfaltet. Im Gegensatz zum Fünfgang-Getriebe des Opel Speedster findet im Lotus ein 6-Gang-Getriebe Verwendung. Die Fahrleistungen liegen für den Europa S konzeptbedingt leicht unter denen des Opel Speedster Turbo, mit dem gleichen Antriebsaggregat.

## Europa SE
Nachdem der Europa S bei den Käufern und der Motorsportpresse eher verhaltene Reaktionen auslöste, nahm sich der Entwicklungschef Roger Becker selbst einer Optimierung des Wagens an. Für das Modell Europa SE wurde das Fahrwerk komplett überarbeitet und mit einer härteren Dämpfer/Feder-Kombination, neuen Querstabilisatoren sowie breiteren/größeren Rädern versehen. Das Triebwerk erhielt einen größeren Turbolader, welcher neben der Leistungssteigerung auch eine gleichmäßige Leistungsentfaltung bewirkt. Des Weiteren wurden nun 308 mm AP-Rennbremsen an der Vorderachse verbaut, die in Kombination mit den verbreiterten Reifen eine erheblich verbesserte Bremsleistung erzielen. Hinzu kamen einige praktische Optimierungen wie z. B. die Kofferraumentriegelung aus der Fahrgastzelle und rein optische Aufwertungen durch eine Volllederausstattung sowie ein kleines Facelift. Entsprechend begeistert wurde das SE-Modell von der Motorsportpresse aufgenommen. Wegen veränderter Abgasvorschriften Anfang 2010 wurde die Produktion des Europa S nach 408 Stück und des Europa SE nach 48 Stück eingestellt. Somit dürfte der Europa SE der seltenste Straßensportwagen in der Geschichte Lotus’ sein.
| Technische Daten      | Europa S/Europa                | Europa SE                      |
| --------------------- | ------------------------------ | ------------------------------ |
| Motorbauart:          | Reihen-Vierzylinder-Turbomotor | Reihen-Vierzylinder-Turbomotor |
| Einbaulage:           | Mittelmotor quer               | Mittelmotor quer               |
| Hubraum:              | 1998 cm³                       | 1998 cm³                       |
| Bohrung × Hub:        | 86,0 × 86,0 mm                 | 86,0 × 86,0 mm                 |
| Leistung bei 1/min:   | 147 kW (200 PS) bei 5400       | 165 kW (225 PS) bei 5700       |
| Drehmoment bei 1/min: | 272 Nm bei 5000                | 300 Nm bei 4000                |
| Vmax:                 | 230 km/h                       | 235 km/h                       |
| 0–100 km/h:           | 5,8 s                          | 5,3 s                          |
| Verbrauch:            | 9,3 l/100 km                   | 9,8 l/100 km                   |
| Tankinhalt:           | 43,5 l                         | 43,5 l                         |
| Leergewicht:          | 995 kg                         | 995 kg                         |